# Manui

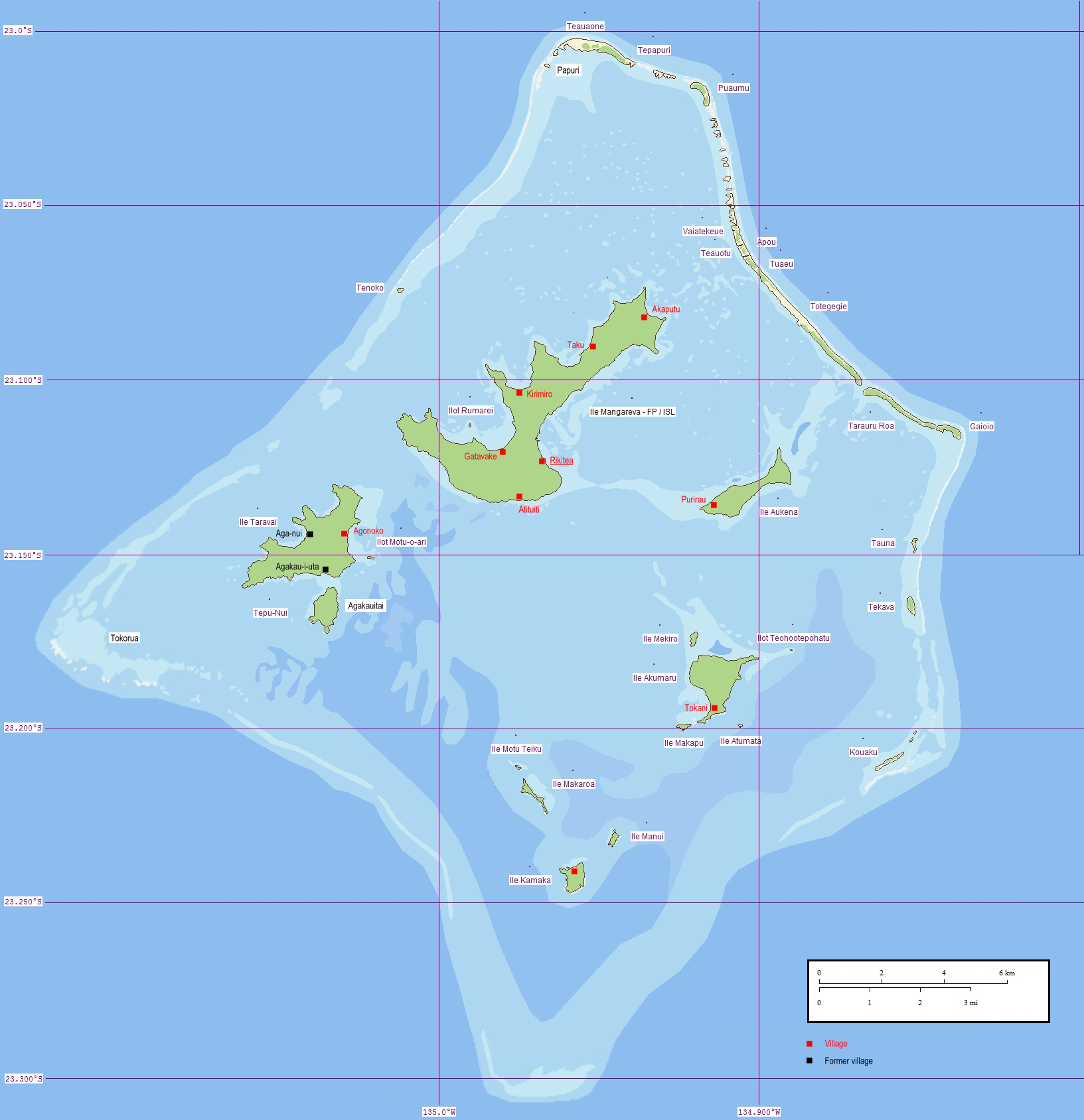
Manui au nordeste de Kamaka

Manui est un îlot des îles Gambier en Polynésie française. Il est inhabité.